# Војска династије Минг
Војска династије Минг (енгл. Military of the Ming dynasty) била је оружана снага Кине у периоду од средине 14. до средине 17. века (1368-1644). Ова војска ослободила је Кину од монголске власти династије Јуан (1279-1368) и потукла Јапанце у првом јапанско-кинеском рату (1592-1598), али је средином 17. века подлегла устанцима сељака и инвазији номадских племена из Манџурије, која су освојила Кину и основала нову династију Ћинг (1644-1911).

## Позадина
Пловином 14. века, Кина под влашћу монголске династије Јуан (1279-1368) била је захваћена низом устанака кинеских поданика: до 1360. сва Кина јужно од Јангцекјанга одметнула се од монголске власти. На чело покрета стао је Џу Јиан-Чанг, један од устаничких вођа, који је ослободио северни део Кине и 1368. успео да ослободи Пекинг, после чега се прогласио царем и основао династију Минг (1368-1644). Дошавши на власт на челу народног покрета за ослобођење од туђинске први цареви династије Минг посветили су се обнови националних традиција у свим доменима. Кина постаје строго конфучијанска држава, заснована на строгој дисциплини, конзервативизму и изолацији од страних утицаја. Конфучијанство се идентификовало са државом и служило као идеолошко оружје владајуће класе, јер је оно стављало владара у у средиште свог филозофског система, а уз то учило да је покоравање (хијас) главна човекова врлина. Државни апарат и војна организација Кине династије Минг били су изграђени по обрасцу ранијих кинеских феудалних империја, са појачаном централизацијом. Кина је повратила свој утицај у Азији, мада није достигла раније пространство. Кинеске поморске експедиције упућиване су у Камбоџу, Сијам, Суматру, Јаву, Индију и Цејлон, али је Кина била немоћна против јапанских организованих пиратских препада, који су стално пустошили њене обале. Први јапанско-кинески рат (1592-1598), проузрокован јапанском инвазијом Кореје, која је била кинески вазал, завршен је победом Кине.
Португалци долазе бродовима у Кину почетком 16. века, доносећи први пут европску робу (укључујући и ручно ватрено оружје - аркебузе) и европске колонијалне аспирације. Успевају да се до средине 16. века учврсте у Макаоу, који ће скоро два века бити главни трговачки центар на Далеком истоку. У другој половини 16. века појављују се у Кини и Шпанци, а нешто касније и Холанђани, као и први европски мисионари - језуити, који се не баве само ширењем хришћанства, него и европских војних и привредних утицаја.

## Војна организација
Војска династије Минг била је заснована на искуствима ранијих династија: од монголске династије Јуан (1279-1368) наслеђена је институција професионалних гардијских јединица (суј веј), док је по узору на династију Танг (718-907) обновљен традиционални систем попуне војске сељачком милицијом (фу пинг), који је постојао још у време династије Хан.
Војска се састојала од две врсте трупа: централних (суј веј) и покрајинских или граничних (чен шу). Централне трупе (гарда), стациониране у престоници и важнијим градовима, чиниле су професионалне коњичке јединице попуњаване по феудалном принципу, при чему су војничке породице у замену за војну службу уживале наследна војничка имања. Покрајинске трупе (чен шу) састојале су се од пешадије попуњаване регрутацијом (ограниченом војном обавезом) и врбовањем. Све мушко становништво од 20. до 56. године старости подлегало је војној обавези. У доба мира обвезници су требали да буду позивани под заставу једном годишње на 7-30 дана. Тако је законом дефинисано, што у пракси, из многих разлога (пре свега ометања пољопривредних радова) није било изводљиво. У ствари, сваке године узиман је минимални број обвезника, вероватно добровољаца, на годину дана службе. Поред тога, било је и најамника - раних авантуриста и деликвената из свих покрајина и суседних држава.
Коњица је била елитни род војске, неопходна за борбу са суседним номадским народима, али је основни и најбројнији део војске била пешадија. Основна јединица у пешадији и коњици била је чета (туеј), јачине 100 људи, која се сатојала од 4 вода (леанг). Највећа стајаћа јединица био је пук, састављен од 10 чета.